# Arlington (Texas)
Arlington je město, které leží v Dallas–Fort Worth metroplexu amerického státu Texas. Podle sčítání lidu v něm v roce 2010 bydlelo 380 084 obyvatel. Je to sedmé největší město v Texasu a 49. největší město ve Spojených státech.
Leží zhruba 19 km východně od Fort Worth a 32 km západně od Dallasu. Nachází se v něm University of Texas at Arlington, hřiště Rangers Ballpark in Arlington klubu Texas Rangers, centrála americké Mensy a zábavní parky Six Flags Over Texas a Six Flags Hurricane Harbor.

## Historie
Evropané se zde usadili ve čtyřicátých letech 19. století. Arlington byl založen roku 1876 a pojmenován je po Arlington House, domu generála Roberta Edwarda Leeho. Stalo se z něj centrum farmářů a do Spojených států byl včleněn v roce 1884. Populace města činila v roce 1925 3 031 lidí a do druhé světové války vzrostla na více než čtyři tisíce.
Industrializace začala ve velkém měřítku v roce 1954 s příchodem General Motors. Díky automobilovému průmyslu a aerokosmonautice se z města během let 1950 a 1990 stalo jedno z území s největším přírůstkem obyvatel v USA. Čísla ze sčítání lidu to ukazují: 7 692 (1950), 90 229 (1970), 261 ,721 (1990) a 332 ,969 (2000).

## Demografie
Podle sčítání lidu z roku 2010 zde žilo 365 438 obyvatel.

### Rasové složení
- 59,0 % bílí Američané
- 18,8 % Afroameričané
- 0,7 % američtí indiáni
- 6,8 % asijští Američané
- 0,1 % pacifičtí ostrované
- 11,3 % jiná rasa
- 3,3 % dvě nebo více ras

Obyvatelé hispánského nebo latinskoamerického původu, bez ohledu na rasu, tvořili 27,4 % populace.

### 2000
Podle sčítání lidu z roku 2000 v Arlingtonu sídlilo 332 969 lidí, 124 868 domácností a 85 035 rodin. Hustota zalidnění byla 1 341,7 km². Věk obyvatel byl rozložen následovně:
- <18 let – 28,3 %
- 18–24 let – 11,0 %
- 25–44 let – 35,7 %
- 45–64 let – 18,9 %
- >64 let – 6,1 %
- průměrný věk – 31 let

## Partnerská města
- Bad Königshofen, Německo, 1952